# Temnopteryx arenicola
Temnopteryx arenicola är en kackerlacksart som beskrevs av Karlis Princis 1963. Temnopteryx arenicola ingår i släktet Temnopteryx och familjen småkackerlackor. Inga underarter finns listade i Catalogue of Life.